# Rafał Skonieczny
Rafał Skonieczny (ur. w 1983 r. w Warszawie) – polski poeta i muzyk.
Wokalista i gitarzysta Hotelu Kosmos, z którym wydał płyty Wszystkie stare kobiety miasta (Kuka Records, 2008) i Weird Polonia (Wytwórnia Krajowa, 2012). Inicjator kolektywu RARA, z którym wydał trzy płyty: Planet Death Architecture (MC - Złe Litery, 2014, CDr - Nasiono, 2015), W//\TR (Zoharum, 2016) oraz Planet Death Re/Architecture (Zoharum, 2018).  
Wiersze i opowiadania publikował m.in. w „Twórczości”, „Lampie”, „Kresach”, „Studium”, „Czasie Kultury”, "Chimerze", "Przekroju", "eleWatorze" i innych. Opublikował pięć tomów wierszy oraz jeden arkusz poetycki. Zredagował wybór wierszy Grzegorza Kaźmierczaka "Centra" (WBPiCAK, 2014) oraz zbiór tekstów piosenek Grzegorza Ciechowskiego "Obcy astronom" (Biuro Literackie, 2018).  
Jako muzyk współpracował m.in. z Ryszardem Krynickim, Kubą Ziołkiem, Olą Bilińską, Adamem Wiedemannem, zespołami Organizm, Jesień i innymi.  

## Poezja
- Antologia hałasu, arkusz, Biuro Literackie, 2007
- Dzikie strony, WBPiCAK, Poznań 2010 (wyróżnienie w konkursie Złoty Środek Poezji za najlepszy debiut)
- Przeniesiony człowiek, WBPiCAK, Poznań 2013
- Antologia hałasu, WBPiCAK, Poznań 2016
- Jestem nienawiść, Miejska Biblioteka Publiczna im. Cypirana K. Norwida, Świdnica 2018
- Duża muzyka, WBPiCAK, Poznań 2019
- Powracający, Instytut Mikołowski, Mikołów 2023

## Dyskografia
- Hotel Kosmos, EP, wydanie własne 2004
- Hotel Kosmos, Wszystkie stare kobiety miasta, Kuka Records 2008
- Hotel Kosmos, Weird Polonia, Wytwórnia Krajowa 2012
- RARA, Planet Death Architecture, Złe Litery 2014, Nasiono 2015
- RARA, W//\TR, Zoharum 2016
- RARA, Encrypted Echo, digital 2018
- RARA, Planet Death Re/Architecture, Zoharum 2018